# Dättnauerweiher
Die Dättnauerweiher sind zwei Weiher im Dättnauertal in Winterthur, die 1992 angelegt wurden und heute ein Naturschutzgebiet sind.

## Geschichte
Das Dättnau entstand als Schmelzwasserrinne vor rund 18'000 Jahren in der Würm-Kaltzeit. Es entstand ein rund 170 Meter tief eingeschnittenes Tal mit flachem Talboden. Bis in die 1980er Jahre wurde dort Lehm abgebaut.
Bereits auf historischen Karten sind im Dättnauertal mehr oder weniger grosse Weiher verzeichnet. So findet sich auf einer Karte von 1784 ein als «Grosser Weyer» bezeichnetes Gewässer, das jedoch nicht an der Stelle des heutigen Dättnauerweyer lag, sondern weiter Richtung Neuburg. Mit der Entwässerung des Weiertals 1921 verschwanden jedoch auch dieser Weiher wieder.
Der heutige Dättnauerweiher entstand aus der Grube des 1988 eingestellten Lehmabbaus durch die Ziegelei Dättnau, bei dessen Aushub von 1968 bis 1988 durch den Fund von fossilen Baumresten wertvolle Erkenntnisse über die Vegetation des Dättnaus in den letzten Tausendjahren nach der letzten Eiszeit gemacht werden konnten. Die Grube wurde nach Ende des Lehmabbaus 1991/92 durch die Stadt Winterthur mit Wasser aufgefüllt und mit einem Damm in zwei Weiher aufgeteilt, der eine Weiher als Tief- und der andere als Flachwasserzone. Die Weiher wurden geringfügig bepflanzt. Es wurden Ruderalflächen mit Tümpeln angelegt und entlang der Dättnauerstrasse wurden für die wandernden Frösche, Kröten und Molche Amphibientunnels angelegt.

## Flora und Fauna
Der Dättnauerweiher ist heute ein Naturschutzgebiet von kantonaler sowie Amphibienlaichgewässer von nationaler Bedeutung.
Bei einer Pflanzenerhebung 2001 wurden rund um den Weiher 20 verschiedene Gehölzarten sowie fast 200 Kraut-, Wasser- und Wiesenpflanzen gezählt, wovon 20 Arten selten bis sehr selten vorkommen. Zu den vorkommenden Arten gehören beispielsweise das Echte Tausendgüldenkraut sowie der Blutweiderich.
Daneben ist der Dättnauerweiher ein bedeutendes Amphibienlaichgewässer. Grasfrösche, Wasserfrösche, Erdkröten, Gelbbauchunken laichen an dessen Ufern und auch der Bergmolch sowie der Fadenmolch wurden bereits gesehen.
Rund um den Weiher lassen sich mit 24 Arten rund ein Drittel der einheimischen Libellen zählen, darunter beispielsweise die Feuerlibelle, die Plattbauchlibelle oder auch die Grosse Königslibelle. Ebenfalls sind 15 verschiedene Tagfalter um den Teich anzutreffen, beispielsweise das Grosse Ochsenauge, das Kleine Wiesenvögelchen, der Hauhechelbläuling und sehr selten auch der Märzveilchenfalter. Daneben gibt es zwölf verschiedene Heuschreckenarten, wobei die Gemeine Strauchschrecke, der Braune Grashüpfer, die Lauchschrecke und die Rote Keulenschrecke am meisten zu finden sind. Eher selten sind das Grüne Heupferd, die Feldgrille oder die Europäische Maulwurfsgrille zu finden. In den Ruderalflächen fühlt sich die Zauneidechse wohl.